# Héctor Lira
Héctor Manuel Lira Aravena (Santiago, 5 de marzo de 1946 - ibídem, 5 de febrero de 2016), fue un suboficial carabineros y agente de la DINA.

## Participación en la dictadura
Fue cómplice de la Operación Colombo y del homicidio de Tucapel Jiménez. Fue procesado por ambas causas y condenado a 8 años por su participación en la Operación Colombo. Se suicidó en 2016.